# Motupiko
Motupiko  ist eine kleine Siedlung im Tasman District auf der Südinsel von Neuseeland.

## Geographie
Die Siedlung befinde sich rund 43 km südwestlich von Nelson im Tal des Motupiko River. Der Fluss mündet rund 2 km nordöstlich in den Motueka River. Westlich der Siedlung erheben sich die bis zu 643 m hohen Pinchback Range. Durch Motupiko führt der New Zealand State Highway 6, der die Siedlung mit der nächstgrößeren Siedlung Belgrove, rund 12 km östlich und weiter bis Nelson verbindet.

## Geschichte
1890 begann die Midland Railway Company den Weiterbau der Eisenbahnstrecke der Nelson Railway von Belgrove nach Motupiko. Nach dem Bau des 1352 m langen Tunnels durch die Spooner Range wurde der Abschnitt im Jahr 1897 eröffnet und 1901 über Tapawera nach Tadmor weiter gebaut. Die Strecke wurde nach mehreren Erweiterungen in den Folgejahren bis nach Gowanbridge am 3. September 1955 endgültig stillgelegt und danach zurückgebaut.